# تطابق (چشم)

تَطابُق (به انگلیسی: Accommodation) روندی است که چشم مهره‌داران از طریق تغییر کوژی (تحدب) عدسی، قدرت دید خود را تغییر می‌دهد تا با تغییر فاصله‌ها بتوانند همچنان تصویر واضحی از یک شیء داشته باشد.
تطابق، تغییر فاصلهٔ کانونی چشم است که در نتیجهٔ تغییر شکل عدسی ایجاد می‌شود و مشاهدهٔ اشیاء را در فاصله‌های متفاوت امکان‌پذیر می‌سازد.
تطبیق چشم برای فاصله‌های کوتاه به یاری انقباض ماهیچهٔ مژگانی را تطابق مثبت می‌گویند. تطبیق چشم برای فاصله‌های دور به یاری رها شدن ماهیچهٔ مژگانی از انقباض، تطابق منفی نامیده می‌شود. تطابق هر چشم به‌طور جداگانه، به گونه‌ای که تحت تأثیر همگرایی یا رؤیت دوچشمی قرار نگیرد، تطابق مطلق نام دارد.

ابزاری که برای اندازه‌گیری ظرفیت تطابقی چشم استفاده می‌شود ابزاری به نام تطابق‌سنج است.